# Α-lytische Protease
Die α-lytische Protease ist ein Enzym aus dem Bakterium Lysobacter enzymogenes.

## Eigenschaften
Die α-lytische Protease ist eine Serinprotease. Sie hydrolysiert Proteine bevorzugt nach der Aminosäure Alanin oder nach Valin. Sie wird von Lysobacter enzymogenes sezerniert, vermutlich um als Verdauungsenzym Proteine in der Umgebung zu zerlegen.